# CF Vasco da Gama
Der Clube de Futebol Vasco da Gama ist ein portugiesischer Fußballverein aus der Kleinstadt Vidigueira aus dem im Süden der Region Alentejo liegenden Distrikt Beja.

## Geschichte
Der CF Vasco da Gama wurde im Oktober 1945 gegründet und spielte lange Zeit nur im regionalen Distriktfußball. Dabei rückte er durch vereinzelte Teilnahmen an der Taça de Portugal ins überregionale Blickfeld. 
2012 gelang den Fußballern mit dem Aufstieg in die viertklassige Terceira Divisão erstmals der Sprung in den überregional organisierten Spielbetrieb. Nach nur einer Saison stieg die Mannschaft als Tabellenschlusslicht ihrer Staffel jedoch direkt wieder ab. Fünf Jahre später gelang ihr die Rückkehr in die nach einer Ligareform nun unterste überregionale Spielklasse, das drittklassige Campeonato de Portugal Prio. Erneut belegte sie dort in ihrer Staffel nur einen der fünf Abstiegsplätze und ging gemeinsam mit dem Moura AC, dem SC Angrense, dem FC Ferreiras und dem Redondense FC zurück in den Distriktbereich. 2022 kehrte der Klub in die nach der zwischenzeitlich eingeführten Liga 3 nun vierthöchste Spielklasse zurück, wo die Mannschaft als Tabellensiebter der Klasse halten konnte. Nach dem Abstieg im folgenden Jahr zusammen mit Juventude Évora, dem Clube Oriental de Lisboa, Real SC Queluz und dem Imortal DC schaffte der Klub 2025 die Rückkehr ins Campeonato de Portugal.